# Ludwig Göransson
Ludwig Emil Tomas Göransson (/ˈɡɔːrənsən/; sinh ngày 1 tháng 9 năm 1984), thường được biết đến với nghệ danh Ludwig Göransson, là một nam nhạc sĩ, nhà soạn nhạc, nhà sản xuất thu âm kiêm nhạc trưởng người Thụy Điển.
Với vai trò nhà sản xuất thu âm, Göransson thường xuyên cộng tác với Childish Gambino thông qua việc sản xuất các album phòng thu Camp, Because the Internet và "Awaken, My Love!" cùng những album khác. Đặc biệt, đĩa đơn "This Is America" năm 2018 của Gambino do Göransson sản xuất đã nhận được sự hoan nghênh và tán dương từ giới chuyên môn, qua đó cá nhân Göransson nhận hai giải Grammy cho Thu âm của năm và Bài hát của năm. Bên cạnh đó, anh cũng tham gia sản xuất một số tác phẩm cho các nghệ sĩ âm nhạc khác như Adele, Alicia Keys, Rihanna, Chance the Rapper, Haim, Justin Timberlake, Kendrick Lamar, Travis Scott và Moses Sumney.
Ngoài vai trò kể trên, Göransson còn là một nhà soạn nhạc nổi tiếng thông qua biên soạn những tác phẩm âm nhạc cho các bộ phim điện ảnh và truyền hình. Ở mảng phim truyền hình, anh tham gia soạn nhạc cho các loạt phim Community, New Girl và The Mandalorian, loạt phim giúp anh giành giải Primetime Emmy cho Nhạc phim xuất sắc nhất với việc biên soạn nhạc phẩm cho các tập cuối của mùa 1 và mùa 2. Ngoài ra, anh còn tham gia biên soạn nhạc phẩm chủ đề của The Book of Boba Fett, loạt phim spin-off của The Mandalorian. 
Ở mảng phim điện ảnh, Göransson từng tham gia soạn nhạc cho các bộ phim gồm Fruitvale Station, hai phần phim spin-off Creed và Creed II của loạt phim Rocky, Venom, Tenet và Gấu đỏ biến hình, cũng như tham gia biên soạn nhạc fanfare cho phiên bản 2021–23 của Warner Bros. Pictures và thương hiệu Star Wars. Đặc biệt, anh gặt hái những thành tựu lớn trong việc soạn nhạc phẩm cho bộ phim Black Panther: Chiến binh Báo Đen (2018), qua đó anh được xướng tên nhận giải Oscar cho nhạc phim xuất sắc nhất và giải Grammy cho nhạc nền xuất sắc nhất cho phim ảnh. Thành công của bộ phim kể trên đã thôi thúc anh tham gia soạn nhạc cho phần thứ hai của tác phẩm mang tên Chiến binh Báo Đen: Wakanda bất diệt (2022), phần phim sau này đã giúp anh nhận được đề cử giải Oscar cho ca khúc trong phim hay nhất cho bài hát "Lift Me Up" của Rihanna. Những đóng góp to lớn trong việc biên soạn nhạc phẩm cho bộ phim Oppenheimer (2023) đã giúp anh có lần thứ hai giành giải Oscar cho nhạc phim xuất sắc nhất, đồng thời có lần đầu tiên giành giải Quả cầu vàng và giải BAFTA ở hạng mục tương tự.